# Équipement terminal de traitement de données
Pour les articles homonymes, voir DTE (homonymie).

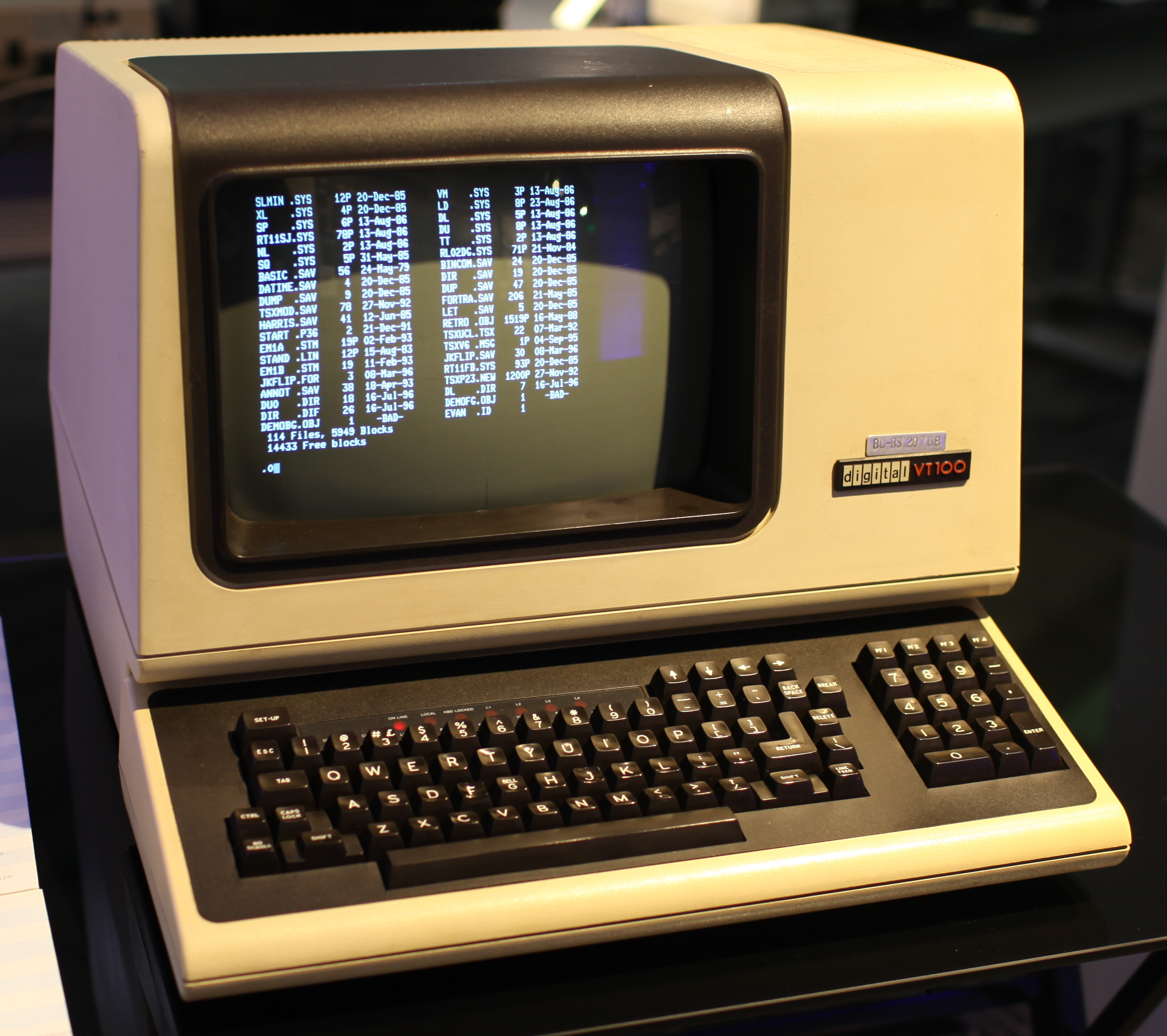
Le DEC VT100, un terminal de traitement de données fréquemment utilisé.

Un équipement terminal de traitement de données (ETTD ou en anglais DTE pour Data Terminal Equipment) est, selon les définitions données par le Comité consultatif international téléphonique et télégraphique (CCITT, devenu UIT-T en 1993) un élément susceptible d'échanger des données avec un réseau, qui ne se connecte pas directement à la ligne de transmission. Par exemple : un ordinateur, un terminal, une imprimante…
La transmission des données est assurée par un équipement terminal de circuit de données (ETCD).